# Acquia
Acquia est une société de logiciels en tant que service, cofondée par Dries Buytaert et Jay Batson, qui fournit des produits, des services et une assistance technique aux entreprises pour la plateforme de gestion de contenu web open source Drupal.

## Histoire
La société est soutenue par du capital-risque, ayant reçu 173,5 millions de dollars en huit tours. La plus récente ronde de financement de série G a levé 55 millions de dollars en septembre 2015, dirigée par Centerview Capital. Les autres investisseurs incluent Amazon, New Enterprise Associates, Investor Grown Capital et North Bridge Venture Partners. En février 2015, Acquia annonce avoir dépassé les 100 millions de dollars de revenus pour 2014, une hausse de 46 % par rapport à 2013.
En 2013, Acquia est nommée comme société technologique privée à la croissance la plus rapide en Amérique du Nord par Deloitte et est restée dans la liste des Deloitte's Fastest 500 l'année suivante. Le 21 août 2012, le magazine Inc. nomme Acquia 8e société de logiciels localisée à Boston dans son top Inc. 500. Le 22 août 2013, le même magazine classe Acquia 8e dans les logiciels et 109e dans l'ensemble de sa « liste des 500 entreprises privées à la croissance la plus rapide »,.
Acquia reçoit la reconnaissance de l'industrie, notamment en étant identifiée comme leader par le Gartner Magic Quadrant 2014 pour la gestion de contenu web, et un Strong Performer dans le Forrester Wave 2015 pour les systèmes de gestion de contenu web.
En 2019, Vista Equity Partners a acheté une participation majoritaire dans Acquia, valorisant la société à 1 milliard de dollars.
En février 2020, Acquia a été positionnée dans le Quadrant Leaders par Gartner, Inc. dans le Magic Quadrant 2020 pour les plateformes d'expérience numérique. En septembre 2021, Acquia acquiert Widen Enterprises, une société technologique privée américaine qui conçoit, développe et fournit des logiciels de gestion des actifs numériques et des informations sur les produits, ainsi que des services de gestion des actifs numériques.

## Produits et services
Provenance :
- Acquia Cloud
- Acquia Cloud Site Factory
- Acquia Drupal Cloud
- Acquia Search
- Acquia Edge
- Acquia Lift
- Acquia AgilOne
- Acquia Content Hub
- Acquia DAM
- Acquia Commerce
- Acquia Lightning
- Acquia Dev Desktop
- Acquia Cohesion
- Mautic
- Maestro